# Dundaga
Dundaga (livisch: Dūoņig, deutsch Dondangen) ist eine Ortschaft und eine Gemeinde in der Region Kurland im Westen Lettlands und war bis 2021 Zentrum eines gleichnamigen Verwaltungsbezirks, der anschließend im Bezirk Talsi aufging.

## Geschichte
Der Ort taucht erstmals 1245 als Donedange in Urkunden auf. Das Anwesen war seit 1252 im Besitz des Bischofs von Riga bzw. des Domkapitels von Riga. 1434 wurde es an den Bischof von Kurland verkauft. Durch Erbschaft gelangte das Rittergut 1711 an die Familie Osten-Sacken. Fürstin Christiane Charlotte von der Osten-Sacken wandelte das Gut Dondangen 1796 in einen Fideikommiss um. Anfang des 20. Jahrhunderts war das Landgut Dondangen, aus dem die Gemeinde Dundaga hervorging, mit 102.400 Hektar das größte im Baltikum.
Während des Zweiten Weltkriegs wurde hier 1943 der SS-Truppenübungsplatz Seelager eingerichtet. Zwangsarbeiter sowie KZ-Häftlinge aus dem KZ Kaiserwald mussten die Bauarbeiten erledigen. Die Bewohner des Gebiets wurden zwangsweise umgesiedelt.

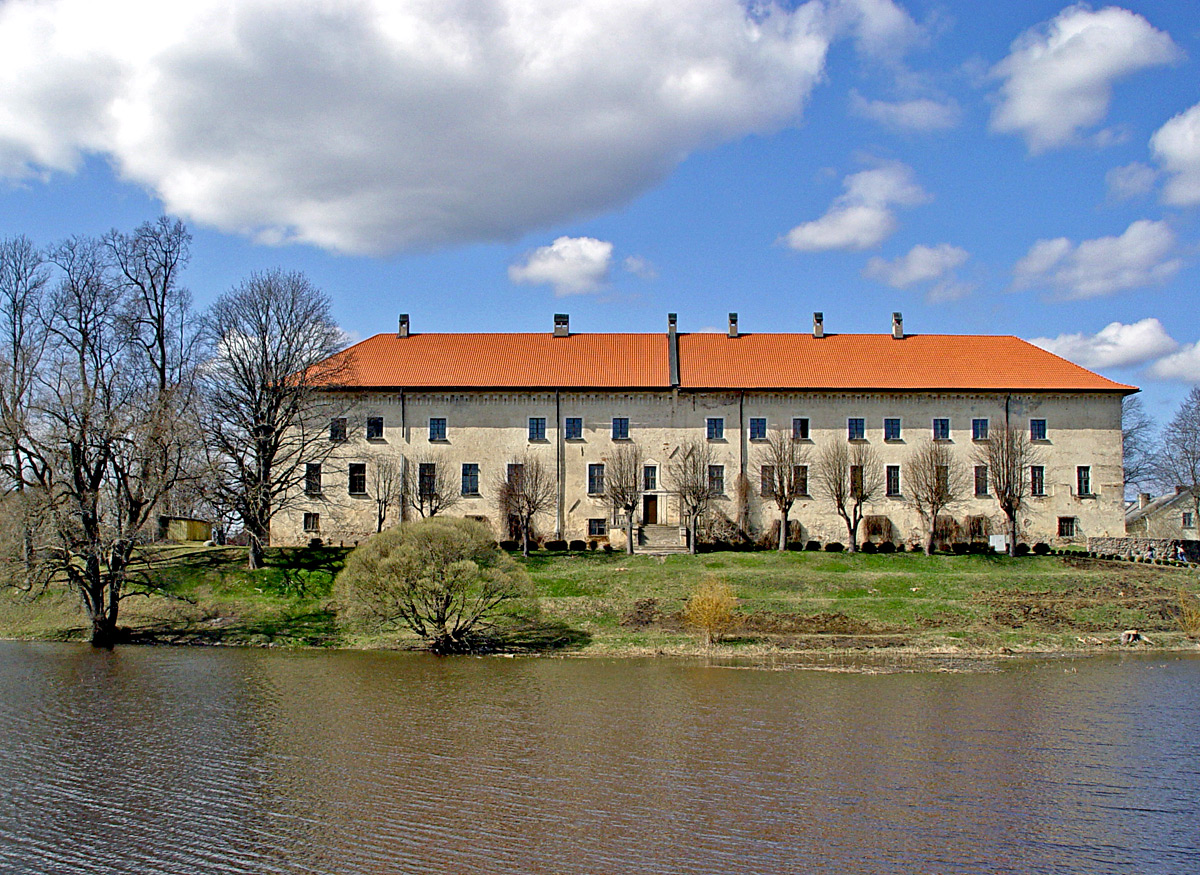
Schloss Dondangen

## Schloss Dondangen
Die Burg Dondangen wurde vermutlich um 1250 vom Rigaer Domkapitel errichtet und 1318 erstmals urkundlich erwähnt. Ab dem 17. Jahrhundert wurde sie den Erfordernissen als Herrenhaus gemäß umgebaut. Während der Revolution 1905 wurde das Gebäude niedergebrannt. Nach den Entwürfen des Braunschweiger Architekten Hermann Pfeifer erfolgte 1909 ein Wiederaufbau. Seit 1926 wurde das Schloss als Schule sowie als Verwaltungsgebäude genutzt.

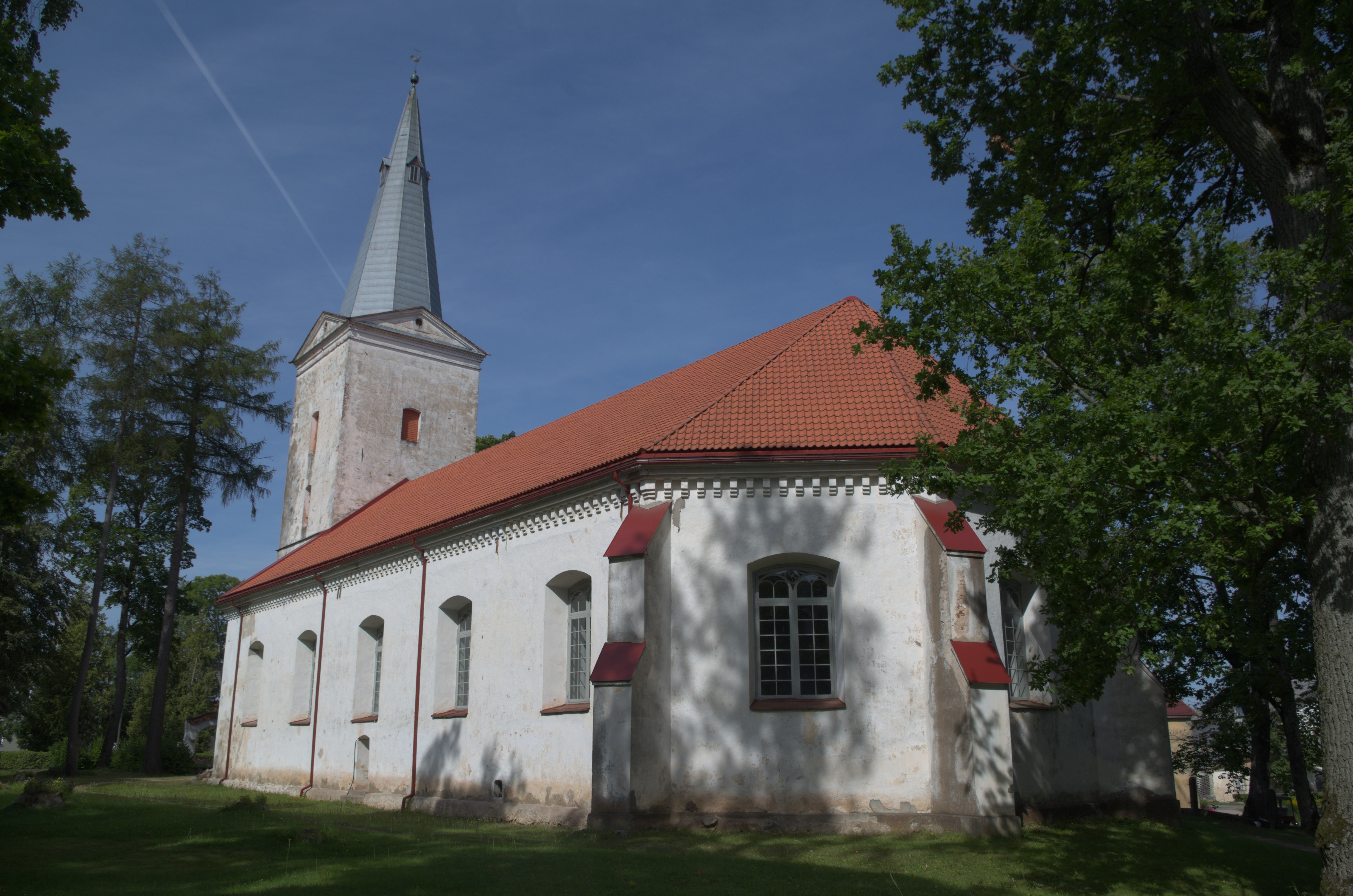
Lutherische Kirche Dundaga

## Evangelisch-lutherische Kirche Dundaga
Eine evangelisch-lutherische Kirche in Dundaga gab es seit dem 17. Jahrhundert. Die heutige Steinkirche wurde 1766 unter der Obhut des Diplomaten und Staatsmanns Carl von der Osten-Sacken fertiggestellt, dem Besitzer der Burg Dundaga, der nach seinem Tod in Berlin in der Kirche beigesetzt wurde. Von 1856 bis 1859 fertigte Ansis Dinsbergs die Orgel, 1912 malte Janis Rozentāls das Altarbild „Ostermorgen“. Bis Anfang der 1920er Jahre wurde die Kirche sowohl von der deutschen als auch von der lettischen Gemeinden genutzt, später nur von der lettischen Gemeinde.

## Gemeinde Dundaga
Die Gemeinde Dundaga (Dundagas pagasts) im Bezirk Talsi hat 2726 Einwohner (2021) und grenzt an die Gemeinden Kolka, Roja, Īve, Lube und Valdgale sowie an die Gemeinden Ance und Puze im Bezirk Ventspils. Neben dem Gemeindezentrum Dundaga gibt es die Ortschaften
- Saustere mit dem Schulmuseum in der 1842 erbauten Kubaluschule, in der der Dichter Ernests Dinsbergs (1816–1902) gelehrt hat. Einer seiner Schüler dort war Krišjānis Barons.
- Mazirbe (Klein-Irben) mit Evangelisch-Lutherischer Kirche, erbaut von 1866 bis 1868[3] und dem Pfarramt aus dem 19. Jahrhundert
- Šlītere mit der Verwaltung des Nationalparks Šlītere und dem Leuchtturm Slītere
- Valpene (Walpönen) mit dem Krišjānis Barons gewidmeten Denkmal. Es wurde 1990 nach einer Idee Imants Ziedonis von dem Bildhauer Vilnis Titans geschaffen. Das Denkmal ist ein Stapel großer Steine in Form einer Pyramide mit einer Höhe von etwa 6 Metern, der Umfang seiner Basis beträgt etwa 50 Meter, es symbolisiert Barons Beitrag zur Sammlung und Zusammenstellung lettischer Volkslieder.

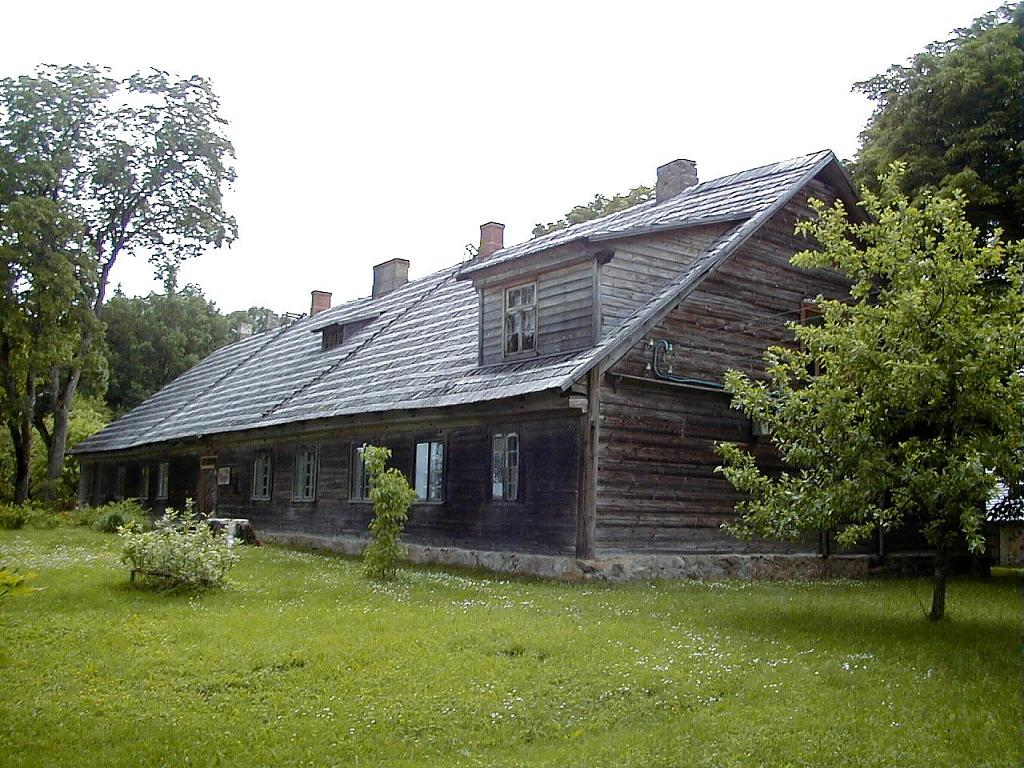
Kubaluschule in Saustere
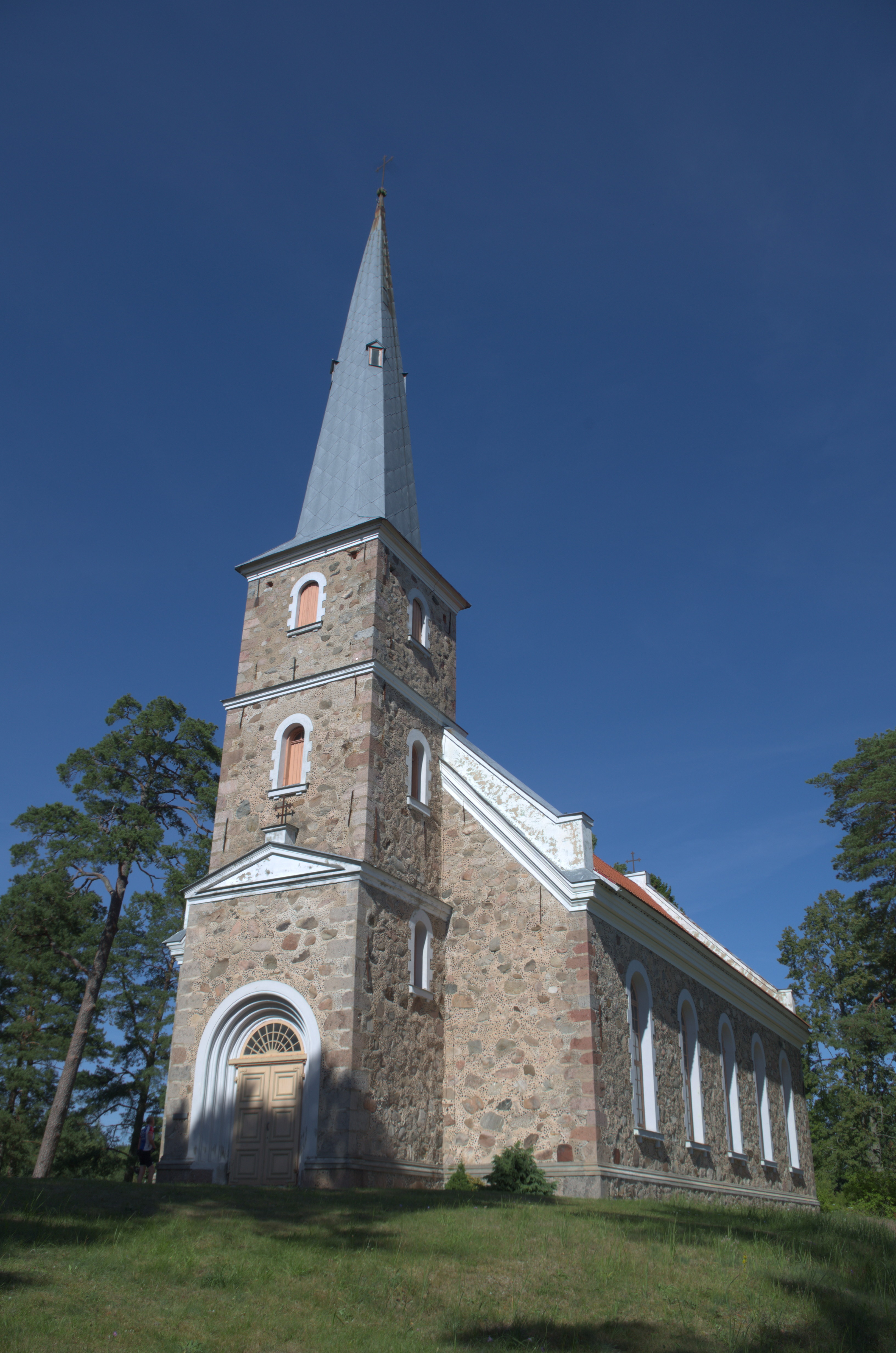
Lutherische Kirche Mazirbe
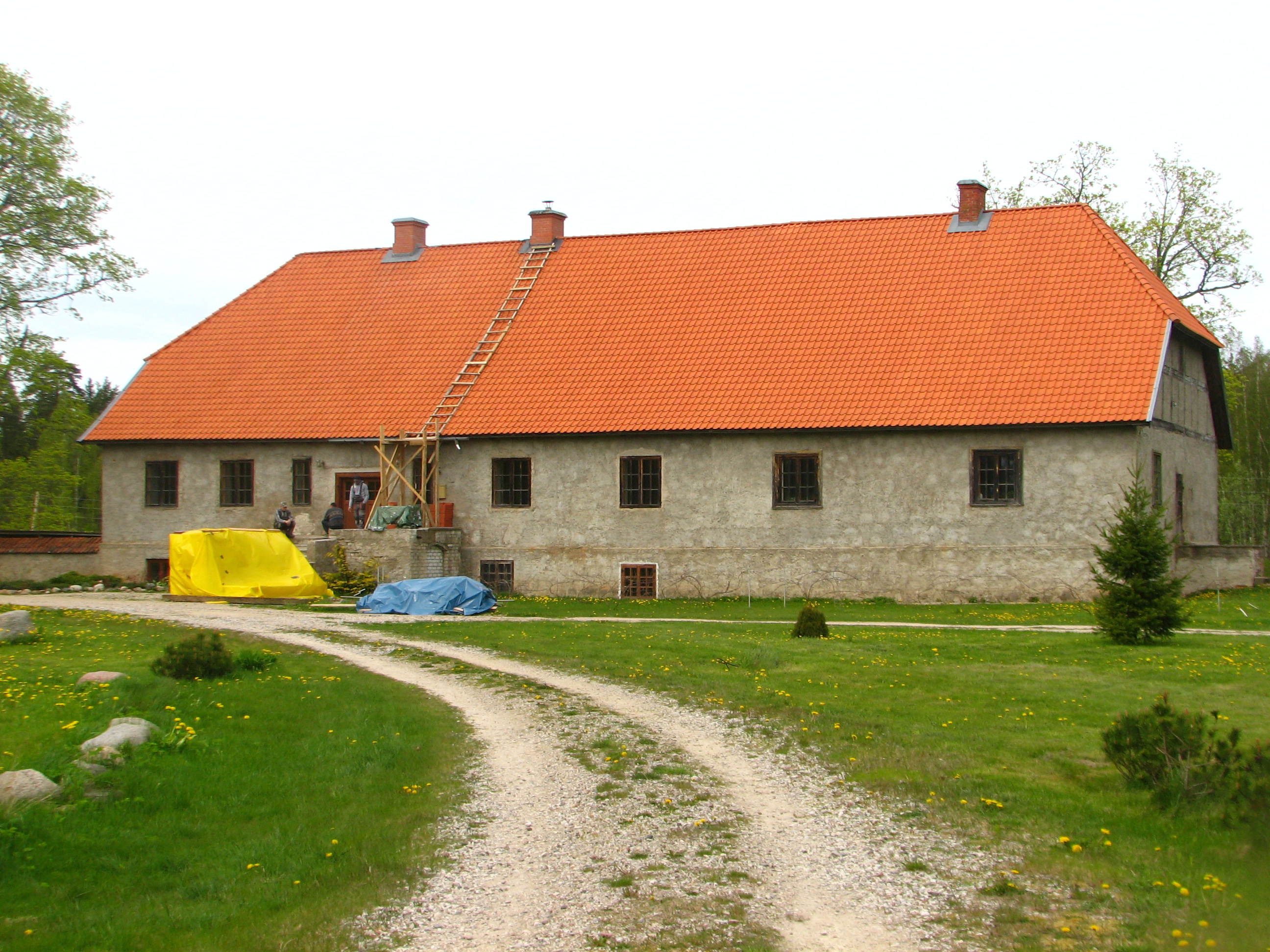
Pfarramt in Mazirbe
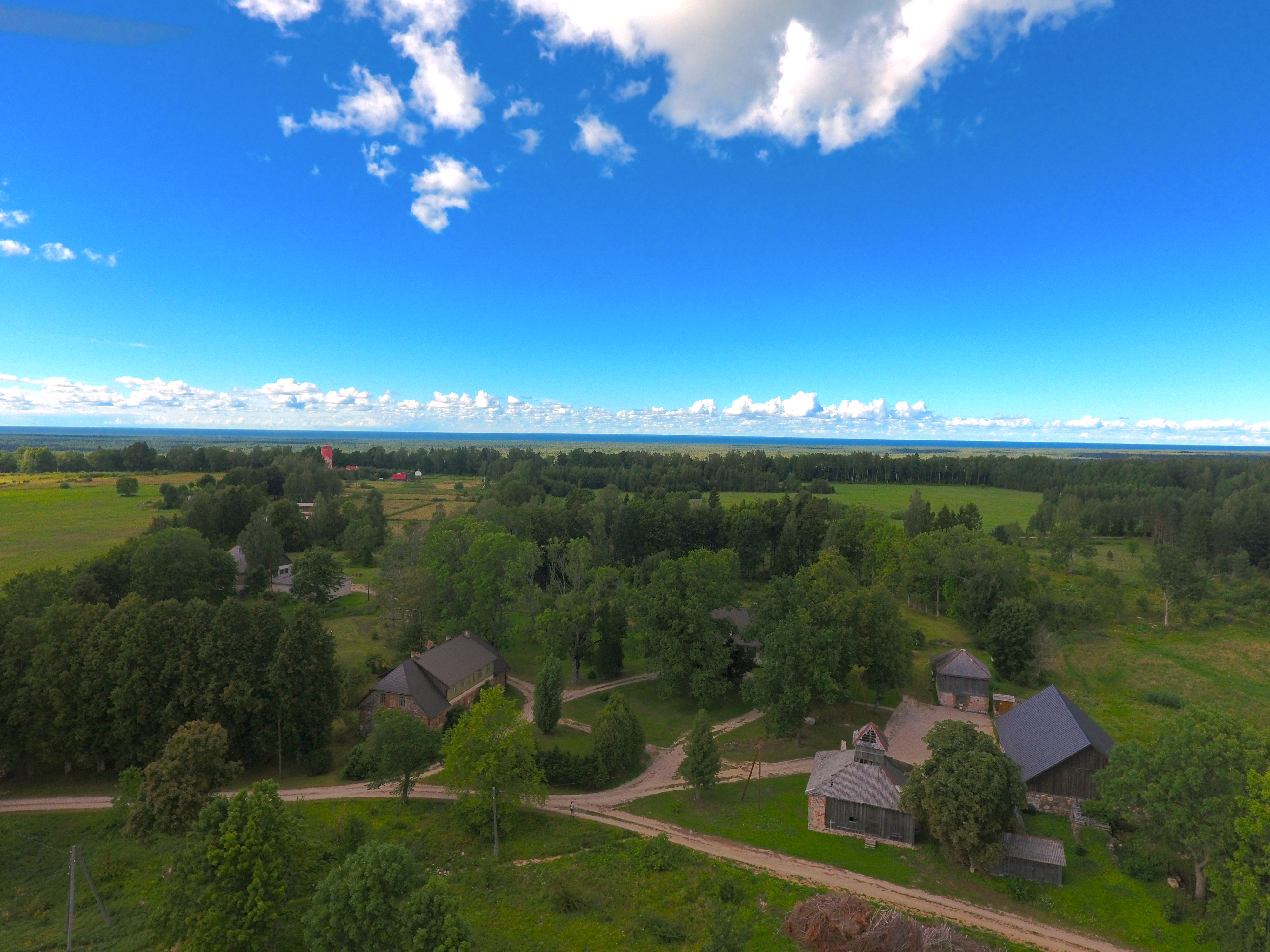
Slīteres mit Nationalparkverwaltung
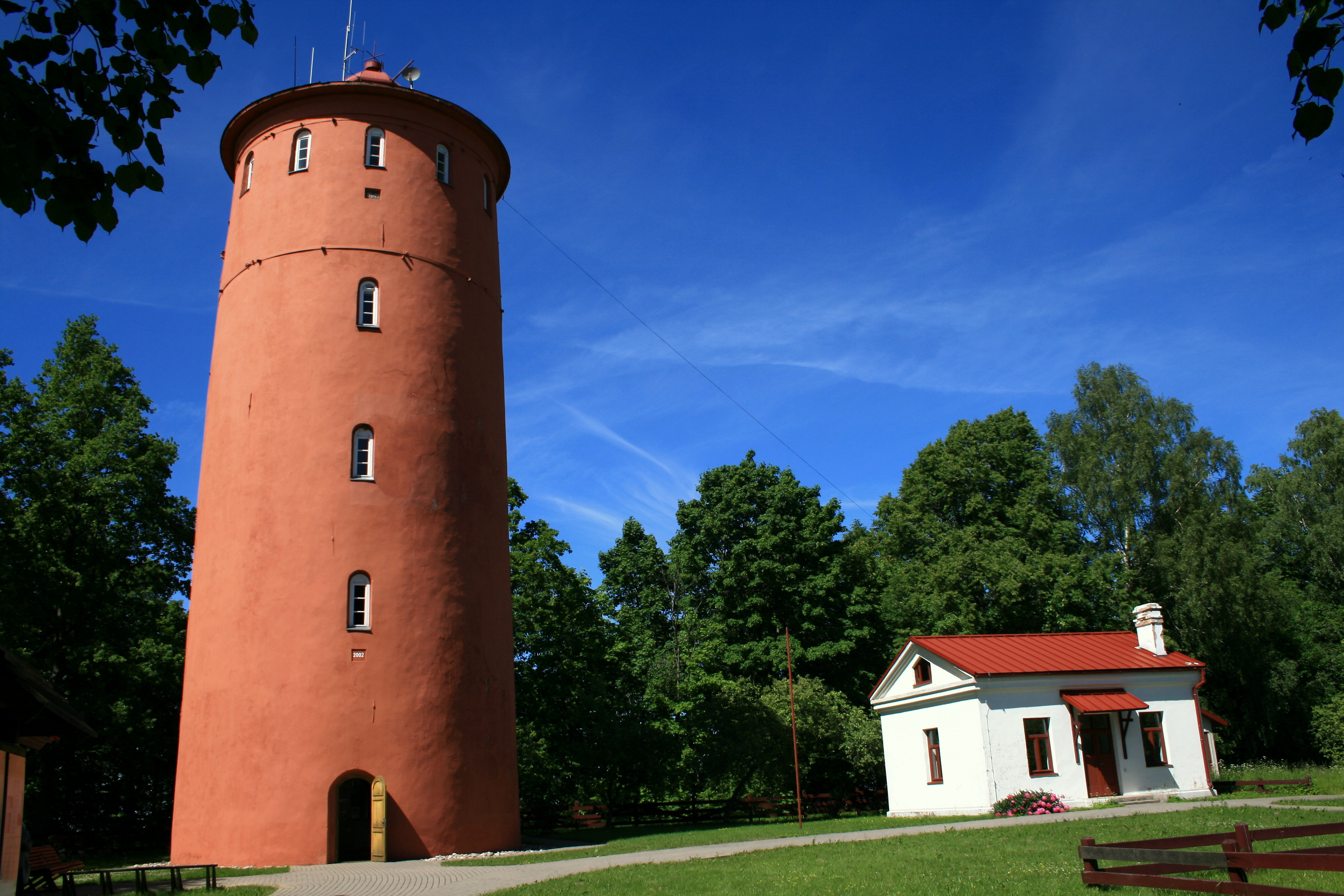
Leuchtturm Šlītere
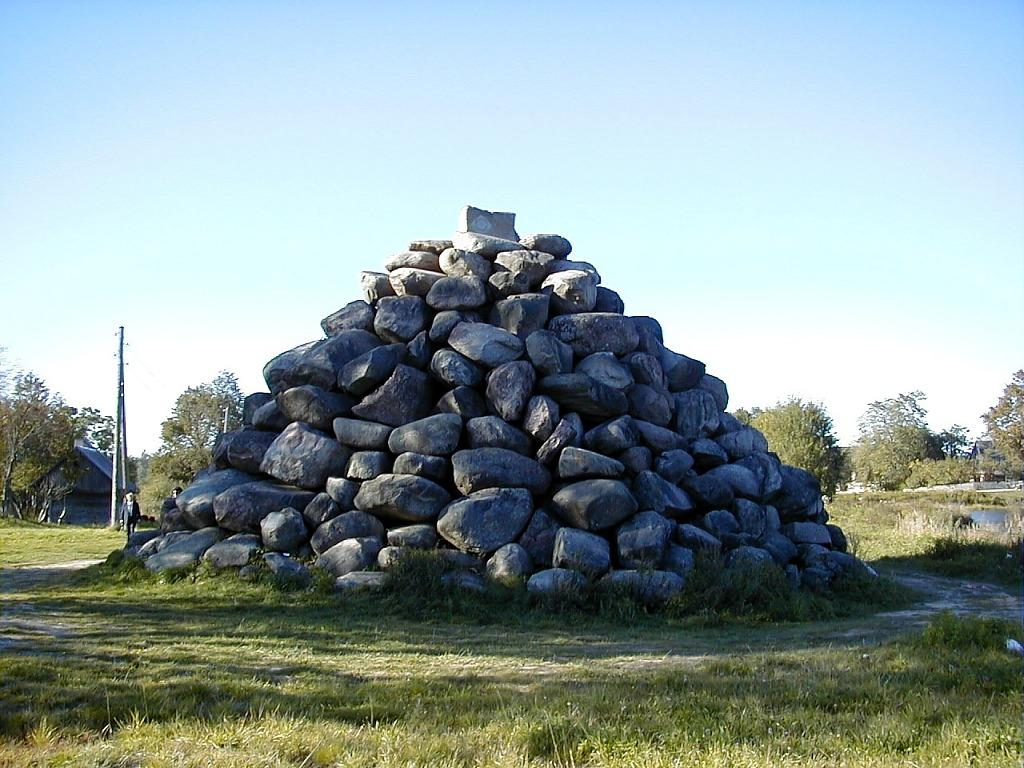
Pyramide in Valpene

## Söhne und Töchter (Auswahl)
- Carl von der Osten-Sacken (1726–1794), deutsch-baltischer Adliger, der sowohl als sächsischer als auch preußischer Minister wirkte
- Karl Dietrich Wehrt (1747–1811), Theologe deutschbaltischer Herkunft
- Arvid Blumenthal (1925–2006), lettisch-australischer Krokodiljäger und Schriftsteller